# David Cronenberg

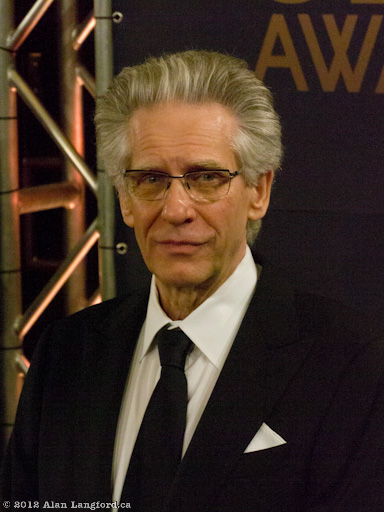
David Cronenberg em 2012

David Paul Cronenberg CC OOnt (nascido em Toronto, 15 de março de 1943) é um diretor, roteirista, produtor e ator canadense. É famoso por ser pioneiro no gênero de horror corporal, explorando monstros e transformações físicas em seus filmes. Tem destaque no gênero de ficção científica de terror.

## Biografia
Em 2022, David decidiu leiloar NFTs de 18 pedras que retirou de seus rins por um lance inicial de dez etherium. A obra se chama Beleza Interna e está relacionada com seu mais novo filme, Crimes of the Future, onde o ator interpreta um performer que faz cirurgias em seu corpo ao vivo.

## Filmografia
- 2022 - Crimes do Futuro (2022)
- 2014 - Maps to the Stars
- 2012 - Cosmópolis (Cosmopolis)
- 2011 - Um Método Perigoso (A Dangerous Method)
- 2007 - Senhores do Crime (Eastern Promises)
- 2005 - Marcas da Violência (A History of Violence)
- 2002 - Spider - Desafie sua Mente (Spider)
- 2000 - Camera
- 1999 - eXistenZ (eXistenZ)
- 1996 - Crash - Estranhos Prazeres (Crash)
- 1993 - M. Butterfly (M. Butterfly)
- 1991 - Mistérios e Paixões (Naked Lunch)
- 1988 - Gêmeos - Mórbida Semelhança (Dead Ringers)
- 1986 - A Mosca (The Fly)
- 1983 - Na Hora da Zona Morta (The Dead Zone)
- 1983 - Videodrome - A Síndrome do Vídeo (Videodrome)
- 1981 - Scanners, sua mente pode destruir (Scanners)
- 1979 - Os Filhos do Medo (Brood, The)
- 1979 - Fast Company
- 1977 - Enraivecida na Fúria do Sexo (Rabid)
- 1975 - Calafrios (Shivers)
- 1972 - Don Valley (TV)
- 1972 - Fort York (TV)
- 1972 - In the dirt (TV)
- 1972 - Lakeshore (TV)
- 1972 - Scarborough bluffs (TV)
- 1972 - Winter garden (TV)
- 1971 - Jim Ritchie sculptor (TV)
- 1971 - Letter from Michelangelo (TV)

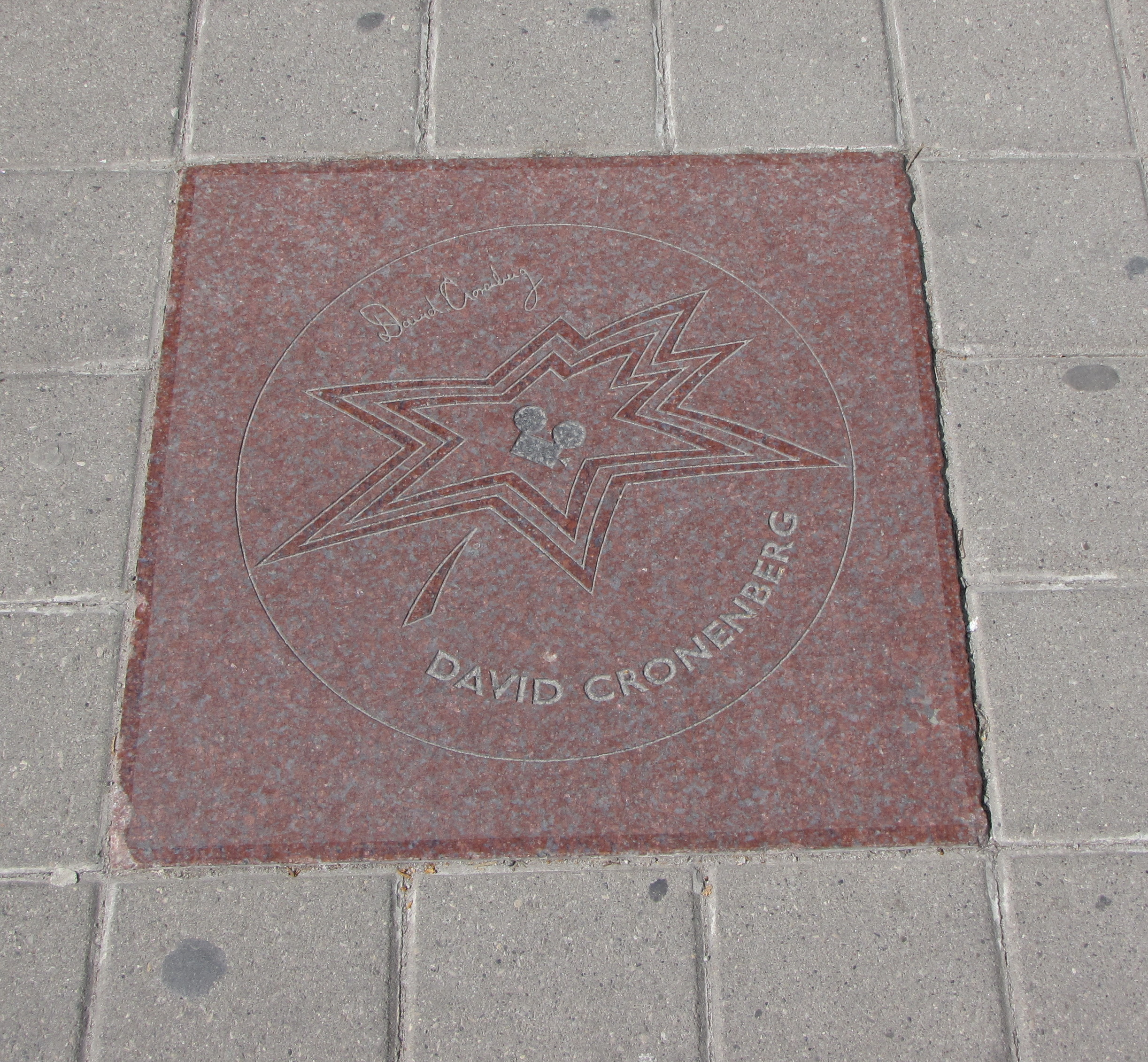
Estrela de David Cronenberg na Calçada da fama do Canadá.

- 1971 - Tourettes (TV)
- 1970 - Crimes of the future
- 1969 - Stereo
- 1967 - From the drain
- 1966 - Transfer

## Prémios e nomeações
- Ganhou o Urso de Prata, no Festival de Berlim, por "eXistenZ" (1999).
- Ganhou o Prémio Especial do Júri, no Festival de Cannes, por "Crash" (1996).